# Pristobaeus
Pristobaeus Simon, 1902 è un genere di ragni appartenente alla Famiglia Salticidae.

## Distribuzione
L'unica specie oggi nota di questo genere è endemica dell'isola indonesiana di Celebes.

## Tassonomia
A dicembre 2010, si compone di una specie:
- Pristobaeus jocosus Simon, 1902[2] — Celebes